# Звездомир Керемидчиев
Звездомѝр Керемидчѝев, известен също като Звѐзди от „Ахат“, е български рок певец, музикант и композитор.

## Биография
Роден е на 3 юни 1964 г. Първите музикални увлечения на Звезди са още от трети клас. В средното училище по авиотранспорт се запалва по „Дийп Пърпъл“ и „Блек Сабат“. В казармата се запознава с Денис Ризов, с когото по-късно ще е заедно в група „Ахат“. Малко преди да отбие военната си служба, Звезди се записва в естрадния факултет на консерваторията. Първоначално Звезди и Денис са членове на групите „Оазис“ и „Саунд“, където свирят до 1986 г. Няколко месеца след това Антоан Хадад кани Звезди в „Ахат“. Големият успех на групата идва с албума „Походът“, издаден през 1989 г. Продуцент на плочата е Петър Гюзелев, а в хитове се превръщат песните „Черната овца“ (избрана за най-добра българска рок песен от слушателите на БГ Радио), „Земя на слепци“, „Брадвата“ и др. В началото на 90-те години „Ахат“ се разпада, а няколко години по-късно се сформира отново и издава англоезичен албум в САЩ.
През 1999 певецът основава „група Аналгин“. С нея издава 2 албума – „7 рани, 7 кръста“ (2000) и Re-nalgin (2002). „Аналгин“ обаче не постига успеха на „Ахат“ и се разпада през 2004 г. Групата е активна отново от 2009 г. в обновен състав и свири основно в клубовете.
От 2010 г. Звезди е водещ на радио предаването „Моят метъл свят“, което се излъчва всеки четвъртък от 22:00 до 00:00 ч. по радио Z-Rock.
През 2025 г. участва в тринадесетия сезон на „Като две капки вода“.

## Дискография

### Ахат
- Походът (1989)
- Изпод руините (1994)
- Седем години след... (live) (1999)
- Made in USA (1999)
- Golden Rock Tour 2004 (2007)

### Аналгин
- 7 рани, 7 кръста (2000)
- Re-nalgin (2002)
- Аналгин (2015)